# SiRFatlasV
SiRFatlasV — чипсет для GPS-приёмников. SiRFatlasV сочетает на одном чипе  ARM11 процессор (500/664 MHz), автономное DSP-ядро для обработки сигналов GPS и Galileo с технологией SiRFAlwaysFix, контроллеры памяти DDR, DDR2, SD/MMC/MMC+ и NAND, аудио ЦАП, контроллер сенсорной панели, акселератор пост-обработки видео, USB 2.0 и другие интерфейсы обмена данными, плюс полное управление электропитанием. Такой высокий уровень интеграции уменьшает общее количество деталей, снижает затраты сырья, снижает потребляемую мощность и требования к электропитанию, уменьшает габариты монтажной платы, упрощает производство, что ускоряет его реализацию.